# Korenovskij rajon
Il Korenovskij rajon (in russo Каневской район?) è un rajon del Kraj di Krasnodar, nella Russia europea.